# Sgùrr nan Conbhairean
Sgùrr nan Conbhairean är ett berg i Storbritannien.   Det ligger i kommunen Highland och riksdelen Skottland, i den nordvästra delen av landet, 700 km nordväst om huvudstaden London. Toppen på Sgùrr nan Conbhairean är 1 109 meter över havet.
Terrängen runt Sgùrr nan Conbhairean är huvudsakligen kuperad.Runt Sgùrr nan Conbhairean är det mycket glesbefolkat, med 3 invånare per kvadratkilometer. Trakten runt Sgùrr nan Conbhairean består i huvudsak av gräsmarker.